# Paco Morán
Francisco Morán Ruiz, más conocido como el gran Paco Morán (Almodóvar del Río, Córdoba, 9 de noviembre de 1930 - Barcelona, 23 de julio de 2012) fue un actor español.

## Biografía
A los 17 años ingresó en el Conservatorio de Música y Declamación de Córdoba donde cursa Arte Dramático. Fue cofundador del Teatro Español Universitario junto con otros compañeros y representan obras de destacados autores mundiales.
En 1957, después de una etapa de locutor en Radio Córdoba, se trasladó a Madrid y entró a formar parte del cuadro de actores de Radio Nacional de España y Televisión Española. En 1959 empezó a destacar como protagonista en el espacio Estudio 1 de TVE, llegando su consagración como actor con Otelo. En TVE protagonizó más de 2500 programas.
Pero su vocación era el teatro y en 1968 representó El apagón, de Peter Shaffer, que le consolida como una primera figura de la escena.
Se instaló en Barcelona en la década de 1970, donde cosechó grandes éxitos en sus representaciones teatrales ganando el favor del público catalán que le considera uno de sus actores favoritos. Allí estrenó, entre otras piezas la comedia La señora presidenta (1983). Desde 1994 hasta 1999 representó La extraña pareja de Neil Simon en el Teatre Borràs: cinco años consecutivos en cartel junto a Joan Pera de coprotagonista.
Otras obras de teatro en las que destacó fueron Vidas privadas (1970), de Noël Coward, Cada oveja con su pareja (1973),
Punto y coma (1987), de Santiago Moncada El apagón  (1981), de Peter Shaffer o La jaula de las locas (1999), de Jean Poiret y Muerte accidental de un anarquista  (1992), de Dario Fo.
El 23 de julio de 2012 falleció en la clínica del Pilar de Barcelona a causa de un enfisema pulmonar.

## Vida personal
Era homosexual.

## Trayectoria en TV
- Matalobos (2009)
- ¿Se puede? 
  - Episodio 14 de agosto de 2004
- Función de noche 
  - Muerte accidental de un anarquista (29 de julio de 1995)
  - Oscar y Sherlock (21 de agosto de 1996)
- Prêtàporter 
  - Cerrado por reformas (28 de junio de 1994)
- De professió: A.P.I. 
  - Viure en comunitat (20 de agosto de 1990)
- La casa por la ventana (1989)
- Ahí te quiero ver 
  - Fecha de episodio 14 de enero de 1987
- Ficciones 
  - La cerilla apagada (21 de julio de 1973)
- Personajes a trasluz 
  - Don Juan (26 de mayo de 1970)
- Diana en negro 
  - La esposa del jugador (9 de enero de 1970)
- Pequeño estudio 
  - Nuestro mundo (3 de junio de 1969)
- La risa española 
  - Una bomba llamada Abelardo (23 de mayo de 1969)
- Hora once 
  - El Apolo de Bellac (9 de febrero de 1969)
- Pablo y Virginia 
  - Su Alteza Imperial (19 de febrero de 1968)
- Historias para no dormir 
  - El regreso (15 de diciembre de 1967)
- Historias naturales 
  - Haz bien, pero mira a quien (13 de diciembre de 1967)
- Teatro de siempre 
  - Ricardo III (30 de marzo de 1967)
  - El galán fantasma (3 de julio de 1969)
  - Ajax (1 de junio de 1970)
  - Las almas muertas (26 de mayo de 1971)
- Dichoso mundo 
  - La bibliotecaria (6 de marzo de 1967)
- Telecomedia de humor 
  - Don Severo (4 de diciembre de 1966)
  - Doscientas pesetas (18 de diciembre de 1966)
- Teatro breve 
  - El secreto bien guardado (18 de septiembre de 1966)
- La pequeña comedia 
  - El piso (18 de junio de 1966)
- Estudio 1 
  - Oriente 66 (5 de enero de 1966)
  - El caso de la señora estupenda (26 de enero de 1966)
  - El nido ajeno (18 de mayo de 1966)
  - El cielo dentro de casa (13 de julio de 1966)
  - Son las doce, Doctor Schweitzer (19 de diciembre de 1967)
  - La desconcertante señora Savage (19 de marzo de 1968)
  - El cianuro ¿solo o con leche? (14 de mayo de 1968)
  - Ifigenia (17 de septiembre de 1968)
  - Las ratas suben a la ciudad (4 de junio de 1970)
  - El baile (4 de diciembre de 1970)
  - El calendario que perdió siete días (13 de octubre de 1972)
  - Un cochino egoísta (9 de noviembre de 1973)
  - La vida en un bloc (5 de junio de 1981)
- Dos en la ciudad 
  - Fecha de episodio 22 de octubre de 1965
- Estudio 3 
  - Los tres centavos de Johnny Kerman (27 de abril de 1964)
  - 15 de marzo (10 de agosto de 1964)
- Gran teatro 
  - El amor de los cuatro coroneles (5 de abril de 1964)
- Teatro de familia 
  - Nada más que dos viejos (11 de febrero de 1964)
  - La última puerta (25 de febrero de 1964)
  - La aldea vacía (16 de junio de 1964)
  - La rebelión de Gutiérrez (28 de julio de 1964)
  - El secreto de los astros (11 de febrero de 1965)
- Tengo un libro en las manos 
  - Victoria (4 de febrero de 1964)
  - Vidas paralelas (17 de marzo de 1964)
  - Hueste y campaña (1 de septiembre de 1964)
  - El hombre y el miedo (12 de noviembre de 1964)
- Novela 
  - Billete de vuelta (27 de enero de 1964)
  - Llegada de noche (27 de enero de 1964)
  - ¿Quién me asesinó? (3 de febrero de 1964)
  - Los muertos no se chupan el dedo (20 de abril de 1964)
  - Mimí (27 de abril de 1964)
  - Una mujer llega (18 de mayo de 1964)
  - La pesca de la sirena (22 de junio de 1964)
  - Tus amigos no te olvidan (1 de septiembre de 1964)
  - Canción de cuna (20 de diciembre de 1964)
  - Doble melodía (22 de febrero de 1965)
  - El mensaje (8 de marzo de 1965)
  - Cenicienta 401 (10 de mayo de 1965)
  - Los dos hermanos (12 de julio de 1965)
  - La cerilla sueca (8 de noviembre de 1965)
  - Altar mayor (14 de diciembre de 1965)
  - La tragedia vive al lado (11 de enero de 1966)
  - Sobra uno (14 de febrero de 1966)
  - La llama y la ceniza (28 de marzo de 1966)
  - El tren expreso (11 de abril de 1966)
  - El príncipe y el mendigo (21 de junio de 1966)
  - El grillo del hogar (3 de octubre de 1966)
  - La sed (1 de noviembre de 1966)
  - La guerrilla (5 de junio de 1967)
  - El gabinete de sueños (20 de noviembre de 1967)
  - Aquellas mujercitas (25 de diciembre de 1967)
  - La balada del rey Gaspar (1 de enero de 1968)
  - Fue en Molokai (1 de abril de 1968)
  - Keleidoscopio en K (24 de junio de 1968)
  - Los cascabeles de la locura (1 de julio de 1968)
  - Isabel y María (9 de septiembre de 1968)
  - La enamorada del amor (18 de noviembre de 1968)
  - Cómo se casó Manolo (4 de enero de 1969)
  - El coleccionista de ruidos (3 de marzo de 1969)
  - Biografía de Goya (16 de junio de 1969)
  - El estudiante de Salamanca (3 de abril de 1972)
  - Una mujer desconocida (12 de noviembre de 1973)
- Primera fila 
  - La Heredera (4 de enero de 1963)
  - Esta noche es la víspera (10 de mayo de 1963)
  - Paño de lágrimas (14 de junio de 1963)
  - La casa de la noche (26 de febrero de 1964)
  - Casa con dos puertas es mala de cerrar (18 de marzo de 1964)
  - Casa de muñecas (22 de julio de 1964)
  - Una noche de primavera sin sueño (5 de agosto de 1964)
  - La honradez de la cerradura (30 de septiembre de 1964)
  - La reina y los insurrectos (4 de noviembre de 1964)
  - Deuda pendiente (29 de septiembre de 1965)
- Las enfermeras (1963)

## Filmografía parcial
- Los cuervos (1961) dir. Julio Coll
- Torrejón City (1962) dir. León Klimovsky
- El valle de las espadas (1963) dir. Javier Setó
- La boda (1964) dir. Lucas Demare
- Muerte en primavera (1965) dir. Miguel Iglesias
- Dos caraduras en Texas (1965) dir. Michele Lupo
- La llamada (1965) dir. Javier Setó
- Monturiol, el senyor del mar (1993) dir. Francesc Bellmunt